# Pyrestes virgatus
Pyrestes virgatus là một loài bọ cánh cứng trong họ Cerambycidae.